# Mitsubishi Fuso Rosa
Mitsubishi Fuso Rosa — штабной автобус малой вместимости, выпускаемый японской компанией Mitsubishi Fuso Truck and Bus Corporation с 1960 года. В Японии, Азиатско-Тихоокеанском регионе, на Ближнем Востоке, в Африке, на Ямайке и в Южной Америке его основными конкурентами являются Isuzu Journey, Nissan Civilian, Mazda Parkway и Toyota Coaster.

## История
Первый прототип Mitsubishi Fuso Rosa был произведён в 1960 году компанией Mitsubishi Heavy Industries. Четырьмя годами позднее модель Mitsubishi Rosa стала производиться компанией Mitsubishi Fuso Truck and Bus Corporation вместо штабного автобуса Fuso MB720, снятого с производства в 1966 году. Кузов имеет сходство с Mercedes-Benz O319, от которого отличается длиной приблизительно 5,4 метра. В 1961 году транспортное средство было удлинено до 7 метров.
Второе поколение Mitsubishi Fuso Rosa частично имеет сходство с первым поколением: дизайн передней части был в значительной степени пересмотрен, и большое количество компонентов может быть использовано совместно с грузовиками Mitsubishi. В серию входили: BC2, BE2, BH2 и BK2.
Кузов Mitsubishi Fuso Rosa третьего поколения, выпускаемого с 1986 года, принципиально отличался от предшественников. Наиболее заметными изменениями стали новый дизайн кузова, в котором появилось большое количество эргономичных дизайнов, а также четырёхцилиндровыми двигателями. В 1990 году у моделей данного поколения была обновлена передняя часть. Фары впереди были круглыми или квадратными, некоторые из которых оснащены фонарями поворота сбоку.
Современная версия Mitsubishi Fuso Rosa производится с 1997 года.